# Sigytes albocinctus
Sigytes albocinctus är en spindelart som först beskrevs av Eugen von Keyserling 1881.  Sigytes albocinctus ingår i släktet Sigytes och familjen hoppspindlar. Inga underarter finns listade i Catalogue of Life.